# Euphame MacCalzean
Euphame MacCalzean, död 1591, var en skotsk kvinna som avrättades för häxeri i Edinburgh. Hon tillhör de mer kända åtalade i den berömda häxprocessen i North Berwick.
Hon var utomäktenskaplig dotter till domaren Thomas McCalzean, Lord Cliftonhall. Hennes far erkände henne som sitt barn och arvtagare år 1558. Hon gifte sig 1579 med juristen Patrick Moscrop, som tog hennes namn, vilket var normalt då en man gifte sig med en kvinnlig arvtagare. Paret fick åtminstone fem barn. 
År 1590 ägde en häxprocess rum i Edinburgh, när tjänsteflickan Geillis Duncan greps. Duncan angav i sin tur Agnes Sampson, John Cane och Euphame MacCalzean. De åtalades för att tidigare (1588) ha mördat Archibald Douglas, 8th Earl of Angus, med hjälp av trolldom, och för att ha försökt mörda kung Jakob med hjälp av svartkonst. MacCalzean specifikt angavs ha använt magi för att kontrollera sin make och för att ha försökt mörda honom och flera medlemmar av hans familj. Hon ska ha använt magi för att lindra kvinnors smärtor under förlossning, något som var en synd eftersom Gud hade bestämt att kvinnor skulle föda med smärta. Hon ska ha mördat sin kusin och nevö genom svartkonst efter en konflikt med sin morbror om äganderätten till en bit land. Hon ska ha närvarat vid det möte där häxorna brände kungens bild för att döda honom.   
Euphame MacCalzean dömdes som skyldig. Hon brändes levande på bål 25 juni 1591 på Castle Hill nedanför Edinburgh Castle. Kungen gav hennes gods Cliftonhall till sin gunstling Sir James Sandilands of Slamannan. 
Ett minnesmärke har satts upp till hennes minne. 